# كورت فاغنر
كورت فاغنر (بالألمانية: Kurt Wagner)‏ هو ممثل ألماني، ولد في 1 مايو 1953 بزارلوييس في ألمانيا.

## وصلات خارجية
- كورت فاغنر على موقع IMDb (الإنجليزية)
- كورت فاغنر على موقع ألو سيني (الفرنسية)
- كورت فاغنر على موقع أول موفي (الإنجليزية)
- كورت فاغنر على موقع قاعدة بيانات الأفلام السويدية (السويدية)
- كورت فاغنر على موقع قاعدة بيانات الفيلم (الإنجليزية)
- كورت فاغنر على موقع كينوبويسك (الروسية)